# Émile Wegelin
Émile Wegelin est un rameur et un artiste peintre français né le 24 décembre 1875 à Lyon et mort le 26 juin 1962 dans la même ville,.

## Biographie
Émile Wegelin, membre du Club Nautique de Lyon, dispute avec Charles Perrin, Daniel Soubeyran, Georges Lumpp et un barreur inconnu l'épreuve de quatre avec barreur aux Jeux olympiques d'été de 1900 à Paris et remporte la médaille d'argent.
En 1899, le 'Huit' seniors du Club Nautique de Lyon avec Perrin, Soubeyran, Mabire, Mauthon, Wegelin, Lumpp, A. Jambon, et Aublanc, remporte les journées nautiques de Mâcon et le Grand International des Internationales de Paris. En 1900, la même équipe s'impose lors du match Paris-Lyon (en juin).
Né d'un père horloger, il est connu pour ses peintures, et notamment ses paysages.